# Trščina
Trščina je naselje v Občini Sevnica. Leži vzhodno od Mokronoga in južno od Tržišča.